# 日本商工会議所主催珠算能力検定
日本商工会議所主催珠算能力検定（にほんしょうこうかいぎしょしゅさい しゅざんのうりょくけんてい）は、日本商工会議所および各地の商工会議所が実施する珠算の検定試験（民間資格）。
1 - 6級までが対象となり、7 - 10級および暗算、段位認定試験は日本珠算連盟が主催する。

## 試験科目
掛け算20問、割り算20問、見取り算（足し算と引き算）10問を30分間で解く。300点満点中240点以上（4 - 6級は210点）で合格となる。
3級以上では端数処理（掛け算と割り算）、2級以上では補数（見取り算、答が負の数となる）が出題される。端数処理の方式は前半10問が「小数第3位未満を四捨五入」、後半10問が「円位未満を四捨五入」となる。

### 過去
平成13年度（2002年2月）までは掛け算、割り算、見取り算に加え伝票算（3級以上）もあり、全科目で一定点数以上を取ることで合格とされた。端数処理の方式も1級が小数第5位未満、2級が小数第4位未満、3級が小数第3位未満をそれぞれ四捨五入としていた。

## 試験日程
7級以下は暗算とともに偶数月に、6級以上は段位認定試験とともに年3回実施されている。具体的には以下のようになる。
- 7 - 10級・暗算 - 4月第2日曜、6月第4日曜、8月第1日曜、10月第4日曜、12月第2日曜、2月第2日曜
- 1 - 3級・段位 - 6月第4日曜、10月第4日曜、2月第2日曜